# Holmes Beach
Holmes Beach ist eine Stadt im Manatee County im US-Bundesstaat Florida. Das U.S. Census Bureau hat bei der Volkszählung 2020 eine Einwohnerzahl von 3.010 ermittelt.

## Geographie
Holmes Beach liegt auf der Barriereinsel Anna Maria Island am Golf von Mexiko und grenzt an die Städte Anna Maria (im Norden) und Bradenton Beach (im Süden). Die Stadt liegt rund 10 km westlich von Bradenton sowie etwa 80 km südlich von Tampa.

## Demographische Daten
Laut der Volkszählung 2010 verteilten sich die damaligen 3836 Einwohner auf 4278 Haushalte, davon sind die meisten als Zweitwohnsitz genutzte Ferienwohnungen. Die Bevölkerungsdichte lag bei 737,7 Einw./km². 97,6 % der Bevölkerung bezeichneten sich als Weiße, 0,1 % als Afroamerikaner, 0,4 % als Indianer und 0,7 % als Asian Americans. 0,4 % gaben die Angehörigkeit zu einer anderen Ethnie und 0,7 % zu mehreren Ethnien an. 2,7 % der Bevölkerung bestand aus Hispanics oder Latinos.
Im Jahr 2010 lebten in 10,5 % aller Haushalte Kinder unter 18 Jahren sowie 50,8 % aller Haushalte Personen mit mindestens 65 Jahren. 56,9 % der Haushalte waren Familienhaushalte (bestehend aus verheirateten Paaren mit oder ohne Nachkommen bzw. einem Elternteil mit Nachkomme). Die durchschnittliche Größe eines Haushalts lag bei 1,90 Personen und die durchschnittliche Familiengröße bei 2,36 Personen.
10,2 % der Bevölkerung waren jünger als 20 Jahre, 10,6 % waren 20 bis 39 Jahre alt, 27,9 % waren 40 bis 59 Jahre alt und 51,2 % waren mindestens 60 Jahre alt. Das mittlere Alter betrug 61 Jahre. 48,1 % der Bevölkerung waren männlich und 51,9 % weiblich.
Das durchschnittliche Jahreseinkommen lag bei 50.575 $, dabei lebten 13,3 % der Bevölkerung unter der Armutsgrenze.
Im Jahr 2000 war Englisch die Muttersprache von 94,24 % der Bevölkerung, spanisch sprachen 2,94 % und 2,82 % hatten eine andere Muttersprache.

## Verkehr
Holmes Beach wird von den Florida State Roads 64 und 789 durchquert. Der nächste Flughafen ist der Sarasota–Bradenton International Airport (rund 25 km südöstlich).

## Kriminalität
Die Kriminalitätsrate lag im Jahr 2022 mit 74,2 Punkten (US-Durchschnitt: 246,1 Punkte) im niedrigen Bereich. Es gab vier Körperverletzungen, einen Einbruch, 29 Diebstähle und drei Autodiebstähle.